# Usteria
Usteria es un género con 10 especies de plantas con flores perteneciente a la familia Loganiaceae.

## Especies
- Usteria antirrhiniflora
- Usteria disperma
- Usteria guianensis
- Usteria guieensis